# Naucelles
Naucelles – miejscowość i gmina we Francji, w regionie Owernia-Rodan-Alpy, w departamencie Cantal.
Według danych na rok 1990 gminę zamieszkiwało 1651 osób, a gęstość zaludnienia wynosiła 141 osób/km² (wśród 1310 gmin Owernii Naucelles plasuje się na 131. miejscu pod względem liczby ludności, natomiast pod względem powierzchni na miejscu 754.).